# Parigi-Bruxelles 1973
La Parigi-Bruxelles 1973, cinquantatreesima edizione della corsa, si svolse il 26 settembre 1973 su un percorso di 294 km, con partenza da Senlis e arrivo ad Alsemberg. Fu vinta dal belga Eddy Merckx della Molteni davanti ai suoi connazionali Frans Verbeeck e Rik Van Linden.

## Ordine d'arrivo (Top 10)
| Pos. | Corridore         | Squadra                | Tempo    |
| ---- | ----------------- | ---------------------- | -------- |
| 1    | Eddy Merckx       | Molteni                | 7h04'00" |
| 2    | Frans Verbeeck    | Watney-Maes Pils       | a 14"    |
| 3    | Rik Van Linden    | Rokado-de Gribaldy     | s.t.     |
| 4    | Walter Planckaert | Watney-Maes Pils       | s.t.     |
| 5    | Joseph Bruyere    | Molteni                | s.t.     |
| 6    | Roger Rosiers     | Bic                    | s.t.     |
| 7    | Eric Leman        | Peugeot-BP-Michelin    | s.t.     |
| 8    | Cees Bal          | Gan-Mercier-Hutchinson | s.t.     |
| 9    | Miguel María Lasa | KAS                    | s.t.     |
| 10   | Felice Gimondi    | Bianchi-Campagnolo     | s.t.     |